# Karna (Mythologie)

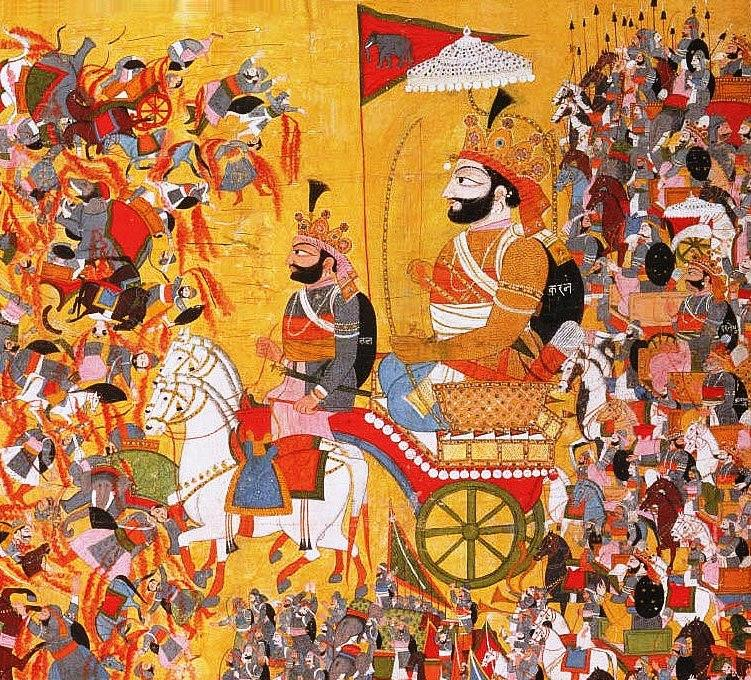
Karna auf dem Schlachtfeld Kurukshetra

Karna (Sanskrit कर्ण Karṇa) oder Radheya ist eine der zentralen und zugleich tragischen Figuren des Hindu-Epos Mahabharata. Er ist der uneheliche Sohn der Kunti mit dem Sonnengott Surya und wird nach seiner Geburt von Kunti auf dem Ganges ausgesetzt. Er wächst bei seinen Zieheltern Adhiratha und Radha auf, die kinderlos waren und sich des Findelkindes annahmen. Vom Rishi Parashurama ließ er sich zum Krieger und Bogenschützen ausbilden und wurde darin ebenso geschickt wie der Pandava Arjuna. In der misslichen Lage seine Herkunft nicht benennen zu können, macht ihn Duryodhana zum König von Anga. Dankbar dient er sich Duryodhana an. Am 15. und 16. Tag der Schlacht zu Kurukshetra ist er Heerführer der Kauravas. Er unterliegt im Kampf gegen Arjuna und wird von diesem getötet.